# Емед
Емед (мађ. Emőd) је историјски град у северној Мађарској, у жупанији Боршод-Абауј-Земплен (Borsod-Abaúj-Zemplén). Удаљен је 25 километара од Мишколца, главног града регије.

## Историја
Подручје је насељено још од доласка Мађара у ове пределе. Име му потиче од старог мађарског личног имена. Град је први помињао анонимни бележник Беле III. Емед је виноградарска област од 14. века. Године 1882. је била спаљена, али је касније обновљена. Године 1872. деградирана је у статус села, а статус града је враћена тек 19. августа 2001. године.
Пре Другог светског рата у Емеду је постојала јеврејска заједница. На свом врхунцу, у заједници је било 123 Јевреја, од којих су већину убили нацисти у Холокосту.

## Демографија
Године 2001. 98% становништва насеља се изјаснило као Мађари, а 2% као Цигани.
Током пописа 2011. године, 88,2% становника се изјаснило као Мађари, 3,6% као Роми, 1,4% као Пољакиње, 0,3% као Немци и 0,2% као Румуни (11,7% се није изјаснило, због двоструког држављанства, укупан број може бити већи од 100%). 
Верска дистрибуција је била следећа: римокатолици 45,9%, реформатори 16,7%, гркокатолици 3,7%, неденоминациони 8,7% (23,8% се није изјаснило).